# Sciurus variegatoides
La ardilla centroamericana (Sciurus variegatoides) es una especie de roedor de la familia Sciuridae.

## Distribución geográfica
Es endémica de Costa Rica, El Salvador, Guatemala, Honduras, el sur de México, Nicaragua y Panamá.

## Subespecies
- S. v. variegatoides William Ogilby|Ogilby, 1839
- S. v. adolphei Lesson, 1842
- S. v. atrirufus Harris, 1930
- S. v. bangsi Dickey, 1928
- S. v. belti Nelson, 1899
- S. v. boothiae Gray, 1843
- S. v. dorsalis Gray, 1849
- S. v. goldmani Nelson, 1898
- S. v. helveolus Goldman, 1912
- S. v. loweryi McPherson, 1972
- S. v. managuensis Nelson, 1898
- S. v. melania Gray, 1867
- S. v. rigidus Peters, 1863
- S. v. thomasi Nelson, 1899
- S. v. underwoodi Goldman, 1932